# Читимача
Читимача (на английски: Chitimacha) е северноамериканско индианско племе, което живее в делтата на река Мисисипи, в южна Луизиана. Племето получава федерално признаване през 1917 г. Почти изчезнали в началото на 20 век, в края на века читимача има около 900 записани членове, около 300 от които са чистокръвни читимача. Племето има малък резерват близо до Чарънтън, южна Луизиана.
След 1719 г. повечето читимача приемат католицизма и френския език, в резултат на което по-голямата част от културата и езика им са изгубени. Запазва се само уникалната техника при изработването на кошници, с които стават известни в целите Съединени щати. Днес племето предприема стъпки за възстановяване на езика и възраждане на някои забравени обичаи. Езикът читимача по-рано е смятан за език изолат, но впоследствие е класифициран от повечето лингвисти като отделен клон на език туника, макар двата езика да са доста различни.

## Култура
Културно читимача са свързани с останалите племена в Югоизтока на САЩ, които са преки наследници на Културата Мисисипи и строителите на могили, чиято характерна черта е строителството на големи градове, йерархично построеното общество, развитото селско стопанство и строителството на големи церемониални могили.

### Прехрана и разделение на труда
По-голямата част от храната идва от земеделието. С него се занимават главно жените, които отглеждат царевица, тикви, бобови култури, пъпеши и много други зеленчуци. Жените също така събират и различни диви плодове, ядки и растения. Жените още се грижат за домакинството и изработват кошници с различна големина и форма. Растителната храна е допълвана с лов и улова на риба, което е мъжка работа. Мъжко задължение още е производството на инструменти, оръжия и направата на канута. В блатистата им родина кануто е основно транспортно средство. Изработвани са от дървесни трупи, които са издълбавани и оформяни. Големината варира в зависимост от предназначението. Някои кипарисови канута може да поберат до 40 души. Излишната храна, която е произведена се съхранява за по-студеното време. Огромните купчини мидени черупки намерени в близост до селата им показват голямата им зависимост от тях. Те са използвани като платежно средство.

### Жилища
Основният тип жилища са изградени от преплетени рамки от колове, измазани и отвътре и отвън с кал, с покриви от треви или палмови листа. Други сгради в село на читимача са, голяма обществена сграда, в която се провеждат съвещания и различни церемонии и една по-голяма от обикновените жилища къща на главния вожд. За разлика от останалите племена в региона, читимача не строят храмове. Селата им са доста големи, средно 500 души, разположени по бреговете на потоци или езера.

### Облекло
Заради мекия климат не носят много дрехи. Женското облекло се състои обикновено от къса пола, а мъжкото от препаска. Жените носят дълга коса, сплетена на плитки. Мъжете също носят дълга коса, но има и такива които я бръснат като оставят само една плитка на темето. Разпространен е и обичая да сплескват главите на малките момчета от висшата класа с помощта на две дървени парчета, които се завързват и пристягат отпред и отзад главата на детето, докато е още бебе. Така главата се деформира, но те смятат че е доста красиво, а и показва знатния произход.

### Социална организация
Социално племето е организирано в тотемни кланове, в които наследствеността се предава по майчина линия. Жените играят значителна роля в живота на племето. Въпреки че позицията на вожда се наследява по мъжка линия, има случаи, когато племето е управлявано от жени. Най-отличителната характеристика на обществото им обаче е класовото разделение на висша класа благородници и обикновени хора, и спазването на стриктна ендогамия със строги моногамни семейства.

### Политическа организация
Политически читимача са организирани в мощна конфедерация от 4 племена – уаша, чауаша, ягенечито и читимача. Известни са имената на 25 техни села. През годините обаче някои от тях са изоставени по различни причини и от първоначалните 25 остават само 15. Заобиколени от естествени прегради-блата и реки селата са неуязвими откъм нападения. Всички села имат свои вождове, които са подчинени на главен вожд на даденото племе. Отделно от това конфедерацията също има главен вожд, на който се подчиняват вождовете на отделните племена.

## История
По времето на откриването на Америка, около 20 000 читимача живеят в делтата на Мисисипи и басейна Ачефалая в централната част на южна Луизиана. Предполага се, че те са най-старите жители на Луизиана. Според някои антропологически проучвания обаче те мигрират тук някъде от изток, отвъд Мисисипи. Това обаче не е доказано твърдо, тъй като през 18 век читимача абсорбират множество останки от различни племена. А и в устната им история нямат спомени да са живели другаде освен в Луизиана. Когато французите пристигат в региона, читимача е най-мощното племе по крайбрежието на Мексиканския залив. Изключително благоприятното им местоположение и природните особености на района им позволяват да живеят необезпокоявано от белите в продължение на почти два века. Някои испански мореплаватели спират на брега на Луизиана след 1519 г., но множеството блата и ръкави в делтата възпрепятстват установяването на поселища и те бързо се оттеглят, без да срещат хора от племето. Изолираността обаче на успява да спаси читимача от новите европейски болести, които тръгват от испанските мисии във Флорида. До 1675 г. населението на Югоизточните щати спада с 25 на 100 в резултат на тези заболявания, а населението на читимача спада наполовина. През 1680 г. хора от племето срещат експедицията на Рене Робер дьо Ла Сал, който идва да изследва делтата на Мисисипи. След 1690 г. добре въоръжени отряди чикасо, подтиквани от британците започват масирани нападения на юг, за да отвличат роби. Когато Пиер Ле Мойн д’Ибервил идва в Билокси през 1699 г., успява да сключи мир с всички племена в областта с изключение на уаша, а през 1707 г. скъсва и отношенията с читимача. Причина за това става отвличането на 20 жени и деца от племето от отряд таенза, които са френски съюзници. Читимача изпраща войни срещу таенза да отмъстят, но по пътя те се натъкват на един френски мисионер, придружаван от един роб и други двама французи и ги убиват. Като научават за този инцидент, френските власти обявяват война на племето. Тази война продължава почти 12 години и резултатът от нея е, че читимача са почти унищожени. След войната останките от чауаша са преместени от французите до новостроящия се Ню Орлиънс, но увеличаващият се поток от заселници ги принуждава да се изтеглят нагоре по реката. По време на натчезката война през 1739 г. французите унищожават селото им. Останалите живи чауаша се присъединяват към уаша. Впоследствие двете племена са абсорбирани от хоама и читимача. След като британците взимат властта в Луизиана през 1763 г., читимача, които живеят на запад попадат в територията контролирана от испанците. За да спечелят подкрепата им испанските власти им предоставят земя, на която да живеят. До 1784 г. от четирите племена общо остават само 180 души, живеещи в испанска Луизиана. След 1792 г. много хора от племената крики, чокто и чикасо навлизат в района и принуждават много от малките племена да мигрират на запад чак до Тексас. След като Луизиана става американска през 1803 г. на оцелелите читимача е предоставен резерват. До 1910 г. от тях остават само 69 души. След федералното им признаване през 1917 г., племето започва бавно да се възстановява и в началото на 21 век има 900 записани членове, 285 от които са чистокръвни читимача.